# Cristin Granados
Cristin Granados (San Rafael, Oreamuno, 19 de agosto de 1989) es una exfutbolista costarricense que jugaba como centrocampista.

## Trayectoria
Oriunda del pueblo de San Rafael de Oreamuno, tuvo sus inicios en el fútbol allá por el año de 2007 en las filas del Arenal de Coronado. En su primera temporada logró el subcampeonato de la Primera División de Costa Rica además del galardón de máxima goleadora con 18 tantos. Tampoco en la temporada siguiente lograron imponerse en la máxima categoría costarricense y obtuvieron nuevamente el subcampeonato, hasta que en su tercera temporada se impusieron en la clasificación al Liga Deportiva Alajuelense. Cristin fue la máxima anotadora con 17 goles.
Fue entonces cuando llegó a la Universidad de Virginia, Estados Unidos, donde tras una temporada pasó a formar parte de los South Florida Bulls de la Universidad del Sur de Florida. Finalizada su etapa universitaria regresó a su país natal para recalar en el Deportivo Saprissa. Se proclamó campeona de la liga al derrotar en la final a la Asociación Deportiva Moravia por un 1-0 global, siendo Cristin la autora del gol decisivo. Al año siguiente revalidaron el título al imponerse al mismo rival por un 10-0 global.
A mitad del año 2016 la jugadora dejó el club para recalar en la ya citada A. D. Moravia, y logró reeditar por tercera vez el título al imponerse frente a sus antiguas compañeras por un 5-3 global. Logró también en este club el bicampeonato al vencer nuevamente al Saprissa por un 4-3 global. La jugadora fue además la máxima anotadora del campeonato con 22 goles. Con el club se proclamó además vencedora en dos ocasiones del Campeonato Centroamericano de la UNCAF, máxima competición internacional de clubes de la Unión Centroamericana de Fútbol (UNCAF), organismo subordinado de la CONCACAF.
Ello le llevó a comenzar el 2018 como jugadora del Junior de Barranquilla colombiano, que sin embargo enseguida fue traspasada al Club Deportivo TACON español con el objetivo de lograr el ascenso a la Primera División de España. Tras mostrarse como el club más regular en la segunda categoría, finalmente se proclamaron campeonas de grupo y accedieron a la fase de ascenso. En ella se deshicieron del Zaragoza Club de Fútbol y del Santa Teresa Club Deportivo, dos clubes que venían de disputar la máxima categoría. El 1-0 adverso en el partido de ida frente a las extremeñas fue volteado con dos goles de Jessica Martínez para un 2-1 global que dio el ascenso a las madrileñas.

## Clubes
| Club                   | País           | Año       |
| ---------------------- | -------------- | --------- |
| Cartago                | Costa Rica     | 2004-2006 |
| Arenal de Coronado     | Costa Rica     | 2007-2010 |
| VCU Rams               | Estados Unidos | 2011-2012 |
| South Florida Bulls    | Estados Unidos | 2013      |
| Deportivo Saprissa     | Costa Rica     | 2014-2016 |
| A. D. Moravia          | Costa Rica     | 2016-2018 |
| Junior de Barranquilla | Colombia       | 2018      |
| C. D. TACON            | España         | 2018-2019 |
| C. S. Herediano        | Costa Rica     | 2020      |
| A. D. Moravia          | Costa Rica     | 2021-2022 |
| Sporting F. C.         | Costa Rica     | 2022-2024 |

## Palmarés

### Títulos nacionales
| Título                         | Equipo             | País       | Año  |
| ------------------------------ | ------------------ | ---------- | ---- |
| Primera División de Costa Rica | Deportivo Saprissa | Costa Rica | 2014 |
| Primera División de Costa Rica | Deportivo Saprissa | Costa Rica | 2015 |
| Primera División de Costa Rica | A. D. Moravia      | Costa Rica | 2016 |
| Primera División de Costa Rica | A. D. Moravia      | Costa Rica | 2017 |
| Primera Federación de España   | C. D. Tacon        | España     | 2019 |
| Primera División de Costa Rica | C. S. Herediano    | Costa Rica | 2020 |
| Supercopa de Costa Rica        | Sporting F. C.     | Costa Rica | 2022 |

### Títulos internacionales
| Título                             | Equipo                  | Sede       | Año  |
| ---------------------------------- | ----------------------- | ---------- | ---- |
| Juegos Deportivos Centroamericanos | Selección de Costa Rica | Costa Rica | 2013 |
| Copa Interclubes de la Uncaf       | A. D. Moravia           | Costa Rica | 2016 |
| Copa Interclubes de la Uncaf       | A. D. Moravia           | Costa Rica | 2017 |
| Juegos Deportivos Centroamericanos | Selección de Costa Rica | Nicaragua  | 2017 |

### Distinciones individuales
| Distinción                                                       | Año  |
| ---------------------------------------------------------------- | ---- |
| Máxima goleadora de la Primera División de Costa Rica (18 goles) | 2007 |
| Máxima goleadora de la Primera División de Costa Rica (18 goles) | 2010 |
| MVP del partido contra Corea del Sur en la Copa Mundial 2015     | 2015 |
| Máxima goleadora de la Copa Interclubes de la Uncaf (4 goles)    | 2016 |
| Máxima goleadora de la Primera División de Costa Rica (22 goles) | 2017 |